# Bosque Farms
Bosque Farms – wieś w stanie Nowy Meksyk w USA. Zajmuje powierzchnię 10,2 km² i 3931 mieszkańców (dane z 2000 roku).
Niektóre sceny z filmu Pierwszy śnieg nagrywano w tym mieście.

## Demografia
3931 mieszkańców, 1422 gospodarstw domowych i 1126 rodzin (dane z 2000 roku). Na 100 kobiet powyżej 18 roku życia przypada 95,6 mężczyzn. Średni dochód gospodarstwa domowego w mieście $44,055 a na całą rodzinę $49 688.
Skład etniczny
- Biali 82,68%,
- Afroamerykanie 0,61%,
- Rdzenni amerykanie 1,88%,
- inne 15%

Grupy wiekowe:
- 0 - 18 lat: 26,0%
- 18 – 24 lat: 6,2%
- 25 – 44 lat: 25,3%
- od 45 wzwyż:  42,5%